# Shi Lang

Cuadro del general Shi Lang.

Shi Lang (chino: 施琅) (1620-1696) fue un almirante que sirvió a la dinastía Ming y posteriormente a la dinastía Qing, para la que conquistaría la isla de Taiwán.

## Invasión de Taiwán
Tras la caída de la dinastía Ming, uno de sus generales, Zhèng Chénggōng más conocido en Occidente como Koxinga se retiró a Taiwán y mantuvo fidelidad a los Ming, que sus hijos mantendrían tras su muerte. El emperador Qing Kangxi, tras sofocar la rebelión de 1681, dirigió su atención a esta isla. Para dirigir la flota de invasión escogió a Shi Lang, un almirante que sirvió a los Ming directamente bajo las órdenes de Koxinga.
Preparar la flota llevó más de un año, contando finalmente con 300 buques y 20.000 efectivos. En el verano de 1683 se inició la invasión, tomando primero la base naval Ming de las Islas Pescadores, tras lo cual se exigió la rendición del nieto de Koxinga, entonces en el poder. La campaña de invasión fue rápida y exitosa, recibiendo Shi Lang títulos y honores por ello. Posteriormente residió en el sur de Fujian hasta su muerte en 1696.
Diversas fuentes,  incluso chinas, indicaron que el inconcluso Varyag, que tras ser adquirido y finalizado por China se ha convertido en septiembre de 2012 en el primer portaaviones de ese país, sería rebautizado Shi Lang, aunque el nombre finalmente escogido fue Liaoning.